# جيمس بي. كلارك (مخرج)
جيمس بي. كلارك (بالإنجليزية: James B. Clark)‏ هو مونتير ومخرج أمريكي، ولد في 14 مايو 1908 في ستيلووتر في الولايات المتحدة، وتوفي في 19 يوليو 2000 في وودلاند هيلز، كاليفورنيا في الولايات المتحدة.

## وصلات خارجية
- جيمس بي. كلارك على موقع IMDb (الإنجليزية)
- جيمس بي. كلارك على موقع ألو سيني (الفرنسية)
- جيمس بي. كلارك على موقع أول موفي (الإنجليزية)
- جيمس بي. كلارك على موقع قاعدة بيانات الأفلام السويدية (السويدية)
- جيمس بي. كلارك على موقع إن إن دي بي (الإنجليزية)
- جيمس بي. كلارك على موقع قاعدة بيانات الفيلم (الإنجليزية)
- جيمس بي. كلارك على موقع كينوبويسك (الروسية)